# Пресбургски мирен договор
Пресбургският мирен договор (на немски: Pressburger Frieden; на френски: Traité de Presbourg), известен още като Братиславски мирен договор, е сключен между Австрийската империя и Франция.
Подписан е на 26 декември 1805 г. в Пресбург (днешна Братислава) след разгрома на Австрия и Руската империя в Аустерлицкото сражение и пълното ѝ поражение във Войната на Третата коалиция.
Съгласно Пресбургския мирен договор Австрийската империя отстъпва на Наполеон, като крал на Италия, Венецианската област, Истрия (заедно с Триест) и Далмация. Признава също така всички френски завоевания в Италия.
Освен това Австрия се лишава и от всичките си владения на запад от Каринтия, които преминават под властта на главните съюзници на Наполеон:
- Бавария получава Тирол с Бриксен и Трент, Форарлберг, десния бряг на Ин, Бургау и Линдау, а също така и отнетите от Залцбургското електорство Пасау и Айхщет;
- Вюртемберг получава бившите австрийски владения в Швабия - Алтдорф, Хоенберг, Нелебург, Ехинген и Борндорф;
- Баден се сдобива с Констанц, територията на херцогство Брайсгау, включваща Фрайбург и Ортенау.

Австрийският император Франц II признава и кралските титли на монарсите на Бавария и Вюртемберг, с което ги признава за неподвластни на Свещената Римска империя.
Австрия се задължава да изплати на французите контрибуции от 40 милиона флорина. В замяна тя получава неголеми територии: Залцбург и бившето абатство Берхтесгаден, а за залцбургския електор Фердинанд Австрийски се създава новото Вюрцбургско графство.
С този мирен договор приключва австрийското влияние в Свещената Римска империя и се създават предпоставки за разпускането ѝ през 1806 г.